# Teateråret 1868

## Födda
- 23 februari - Anna Hofman-Uddgren (död 1947), svensk skådespelerska, varietéartist, manusförfattare, teaterledare och regissör.
- 1 april - Edmond Rostand (död 1918), var en fransk författare, dramatiker och poet.
- 16 april - Spottiswoode Aitken (död 1933), amerikansk skådespelare.
- 7 juni - Carl Browallius (död 1944), svensk skådespelare.
- 19 juli - Florence Foster Jenkins (död 1944), amerikansk falsksångare (sopran).
- 6 augusti - Paul Claudel (död 1955), fransk författare och diplomat.
- 10 augusti - Carl Deurell (död 1962), svensk skådespelare.
- 27 augusti - Erik Schmedes (död 1931), dansk operatenor och skådespelare.
- 14 oktober - Agnes Clementsson (död 1952), svensk skådespelerska.
- 19 oktober - Ingeborg Rasmussen (död 1926), dansk skådespelare.
- 6 november - John Forsell (död 1941), svensk operasångare (baryton), sångpedagog och operachef.

## Avlidna
- 30 november - Rudolf Walin, 48, svensk operasångare (baryton) och skådespelare.